# Armoiries de Navarre
L'écu de Navarre est l'emblème historique de ce territoire. Il reprend les armes des anciens rois de Navarre, blason connu depuis le XIIIe siècle.  Dans sa forme actuelle, il a été dessiné en 1910 et sert d'armoiries officielles à la communauté forale de Navarre. 
Il se blasonne « de gueules aux chaînes d'or posées en orle, en croix et en sautoir, chargées en cœur d'une émeraude au naturel ».

## Légende et histoire

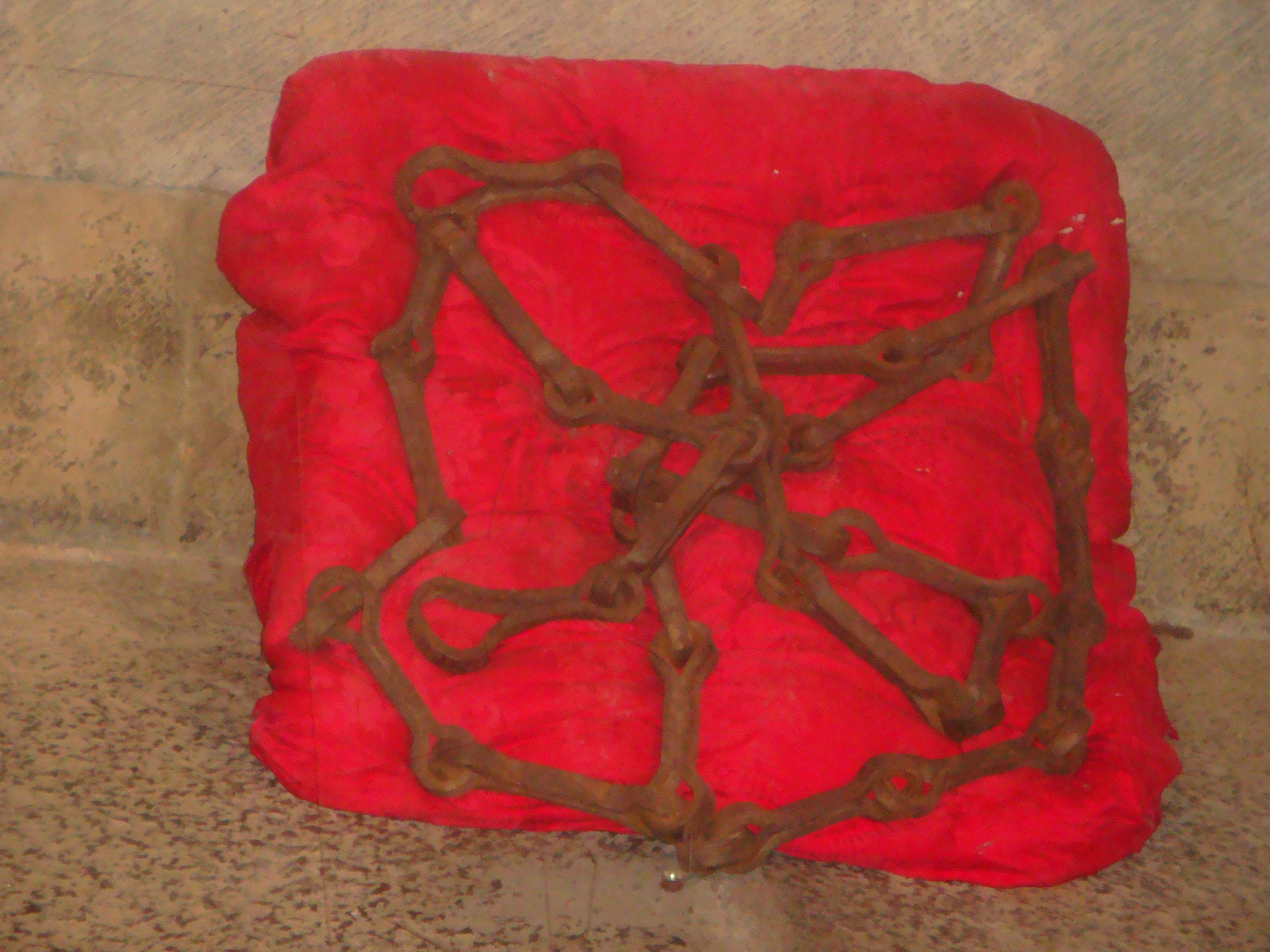
Des chaînes retrouvées dans une église de Roncevaux auraient inspiré les armoiries de la Navarre. Photographiées au Musée de Roncevaux

L'écu de Navarre se rattache selon la légende aux armoiries que le roi navarrais Sanche VII le Fort adopta en 1212 après la victoire de Las Navas de Tolosa (près de Jaen, Andalousie) sur les troupes musulmanes. Livré par les rois chrétiens de Navarre, de Castille et d'Aragon (les royaumes du León et du Portugal ne participant pas à la bataille), ce combat constitue un épisode décisif de la Reconquête espagnole et un lieu de mémoire de l'identité navarraise. Les chaînes représenteraient celles qui défendaient la tente du calife almohade Miramamolín le Vert et que Sanche le Fort rompit avec sa propre épée. L'émeraude centrale représenterait celle que le sultan vaincu portait sur son turban.

## Symbolique

Blason de la Navarre approuvé par la députation forale de Navarre en 1910. (1910-1931)
Blason de la Navarre sous la Seconde République. (1931-1937)
Blason de la Navarre avec la croix et les lauriers de l'Ordre de Saint-Ferdinand (Cruz laureada de San Fernando) employé sous le franquisme. (1937-1981)
Blason de la Navarre actuel. Dessin officiel de 1910 adopté de nouveau en 1981 par le Parlement de Navarre, modifié en 1985. (depuis 1981)
Logo du gouvernement de Navarre.

### Sources et bibliographie
- Hervé Pinoteau, « Les armes de Navarre au nord des Pyrénées et quelques considérations annexes », Anales de la Real Academia Matritense de Heráldica y Genealogía, vol. VIII/2 : « Homenaje a Don Faustino Menéndez Pidal »,‎ 2004, p. 889-916 (ISSN 1133-1240, lire en ligne).